# City Ground
Der City Ground ist ein Fußballstadion in der englischen Stadt West Bridgford, Nottinghamshire, Vereinigtes Königreich. Es wurde 1898 eröffnet und ist die Heimat des Vereins Nottingham Forest. Das Fassungsvermögen beträgt 30.332 Zuschauer.

## Geschichte
Das Stadion befindet sich direkt am Südufer des Flusses Trent – nur gut 300 Meter entfernt vom Stadion Meadow Lane des Lokalrivalen Notts County am gegenüber liegenden Nordufer. Am 12. Oktober 1957 sahen 47.804 Zuschauer das Einweihungsspiel der neuen Osttribüne gegen die Busby Babes von Manchester United, dies ist bis heute die Rekordbesucherzahl des Stadions.
1980 wurde für ca. zwei Mio. £ der Executive Stand gebaut, der über eine Kapazität von 10.000 Plätzen verfügte. Nottingham Forest hatte diese Investition aufgrund der großen internationalen Erfolge in dieser Zeit tätigen können. Nach einer zwischenzeitlichen Renovierung wurde die Tribüne nach Beendigung der 18-jährigen Trainertätigkeit von Brian Clough, ihm zu Ehren in The Brian Clough Stand umbenannt. In der Saison 1992/93 wurde der Bridgford Stand neu aufgebaut und verfügte anschließend über 7.710 Plätze. In Vorbereitung auf die Fußball-Europameisterschaft 1996 wurde anschließend auch die Tribüne The Trent End neu aufgebaut und rundete mit 7.338 Plätzen die Gesamtkapazität auf 30.576 Plätze ab.
Nottingham war anschließend einer von acht Austragungsorten der EM 1996 in England. In der Vorrunde der Gruppe D fanden im City Ground die Spiele Türkei gegen Kroatien (0:1), Portugal gegen die Türkei (1:0) und Kroatien gegen Portugal (0:3) statt.

## Zukunftspläne
Im Juni 2007 wurde öffentlich, dass der Verein den Bau einer neuen Fußball-Arena plante und damit einen Ersatz für das City Ground Stadium. Als Eröffnungszeitpunkt wurde das Jahr 2014 angegeben. Die neue Arena sollte eine Kapazität zwischen 45.000 und 50.000 Plätzen haben und wäre damit deutlich größer als das bisherige Stadion gewesen. Eine damalige Umfrage unter den Fans des Vereins ergab, dass eine Mehrheit sich bei der Namensgebung für „Brian Clough Arena“ entschied. Da England den Zuschlag für die Fußball-Weltmeisterschaft 2018 nicht erhielt, wurden die Pläne eines neuen Stadions aufgeschoben. Die Haupttribüne sollte jedoch erweitert werden im Falle eines Aufstiegs Forests.
Unter dem neuen Eigentümer Evangelos Marinakis wurden die Pläne der Reds nach einem Ausbau des City Grounds Wirklichkeit. Am 28. Februar 2019 bestätigte der Verein eine Verlängerung des Mietvertrags. Diese Verlängerung macht nun auch ein geplantes Wachstum der Arena und der nahen Umgebung möglich. Durch den geplanten Ausbau wird der Peter Taylor Stand durch eine neue 10.000 Zuschauer fassende Tribüne ersetzt. Die neue Tribüne soll außerdem ein Museum, einen neuen Shop, Restaurants und VIP-Logen enthalten. Des Weiteren werden auch der Brian Clough Stand, der Bridgford Stand und die dem River Trent zugeneigte Seite umgebaut. Die Bauarbeiten sollen am Ende der Saison 2019/20 beginnen und das Stadion nach der Fertigstellung mit einer Kapazität von 38.000 Plätzen das größte der East Midlands werden.
Anfang Dezember 2019 reichten die Tricky Trees einen offiziellen Bauantrag für den Peter Taylor Stand ein und kamen der Modernisierung der alten Spielstätte ein Stück näher.